# Andreas Latzko
Andreas Latzko (en hongrois : Latzkó Andor) est un écrivain austro-hongrois né à Budapest le 1er septembre 1876 et mort le 11 septembre 1943 à Amsterdam.

## Biographie
Andreas Latzko est un écrivain pacifiste dont le livre de témoignages Hommes en guerre (Menschen im Krieg, 1917) a eu une grande importance pour les milieux pacifistes français actifs pendant la première Guerre mondiale.

## Bibliographie

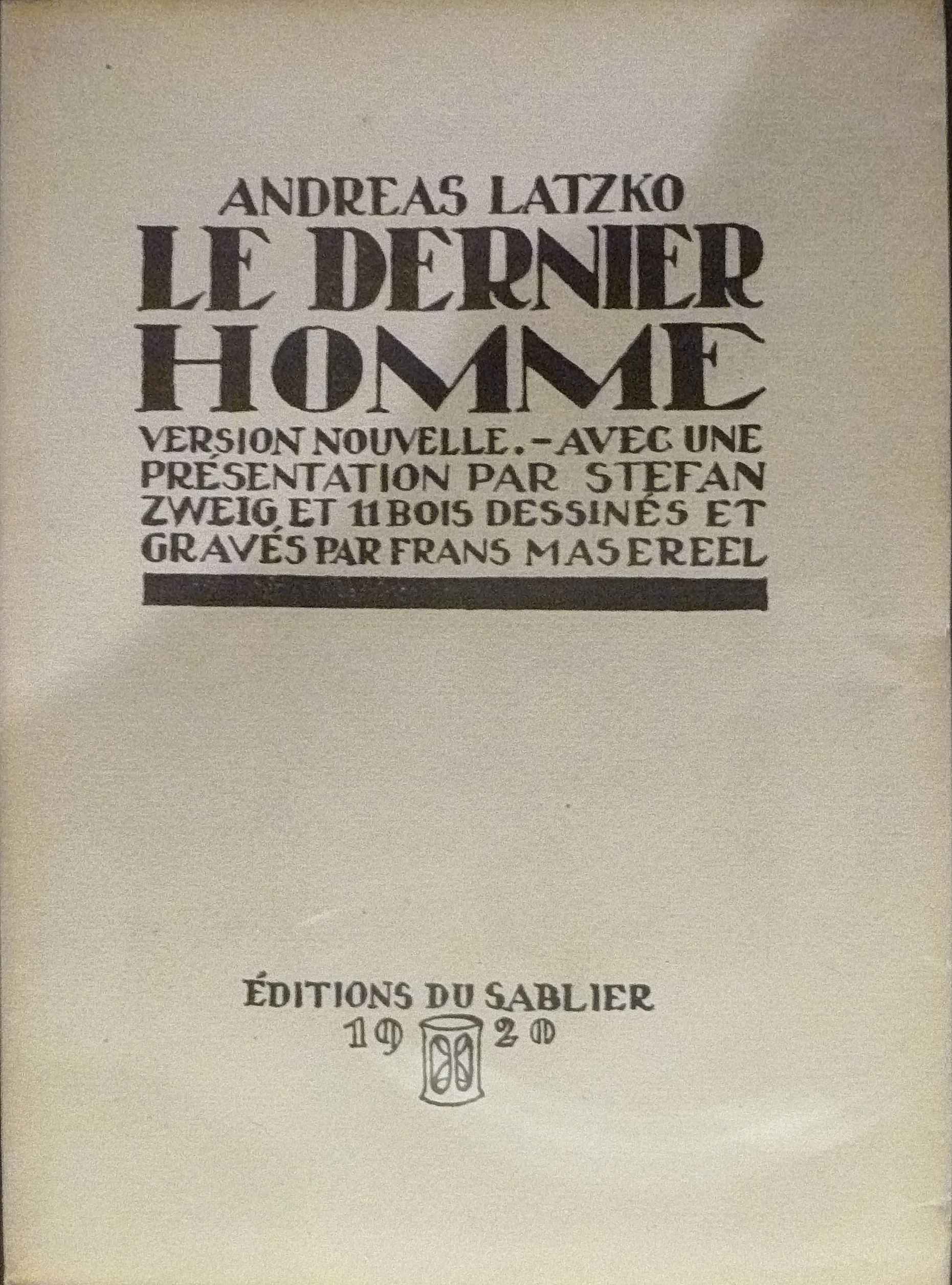
Le Dernier Homme

### Rééditions
- Le dernier homme, illustations Frans Masereel, Plein Chant, 2023, 160 pages.